# RuleML Symposium
Das jährliche Internationale Web Regel Symposium (RuleML) ist ein internationales Symposium zur Forschung und Anwendung sowie den Sprachen und Standards regelbasierter Systeme und der logischen Programmierung. Seit 2017 wird die Konferenzserie unter dem neuen Namen International Joint Conference on Rules and Reasoning (RuleML+RR) veranstaltet. RuleML+RR ist in der Kategorie Semantic Web, Logik und Künstliche Intelligenz als die primäre Konferenz der regelbasierten Forschung angesiedelt.

## Geschichte und frühere Veranstaltungen
Die Konferenzreihe wurde seit 2002 ohne Unterbrechung veranstaltet. Das RuleML Web Rule Symposium ging aus einer Serie, von zuerst internationalen Workshops seit 2002, später internationalen RuleML Konferenzen in 2005 und 2006 und seit 2007 internationale Symposien, hervor. Seit 2017 wird es als International Joint Conference on Rules and Reasoning (RuleML+RR) veranstaltet.
- RuleML+RR 2023: Seventh International Joint Conference on Rules and Reasoning Abgerufen am 26. September 2022
- RuleML+RR 2022: Sixth International Joint Conference on Rules and Reasoning Abgerufen am 26. September 2022
- RuleML+RR 2021: Fifth International Joint Conference on Rules and Reasoning Abgerufen am 26. September 2022
- RuleML+RR 2020: Fourth International Joint Conference on Rules and Reasoning Abgerufen am 26. September 2022
- RuleML+RR 2019: Third International Joint Conference on Rules and Reasoning Abgerufen am 16. April 2019
- RuleML+RR 2018: Second International Joint Conference on Rules and Reasoning Abgerufen am 28. Februar 2019
- RuleML+RR 2017: First International Joint Conference on Rules and Reasoning Abgerufen am 28. Februar 2019
- RuleML-2016: Tenth International Web Rule Symposium. Abgerufen am 23. Juli 2015.
- RuleML-2015: Ningth International Web Rule Symposium. Abgerufen am 31. Oktober 2014.
- RuleML-2014: Eight International Web Rule Symposium. Abgerufen am 5. Juli 2013.
- RuleML-2013: Seventh International Web Rule Symposium. Abgerufen am 5. Juli 2013.
- RuleML-2012: Six International Web Rule Symposium. Abgerufen am 16. Oktober 2011.
- RuleML-2011: Fifth International Web Rule Symposium. Abgerufen am 16. Oktober 2011.
- RuleML-2010: Fourth International Web Rule Symposium. Abgerufen am 16. Oktober 2011.
- Special Semantic Rules track at SemTech 2010. Abgerufen am 16. Oktober 2011.
- RuleML-2009: Third International Web Rule Symposium. Abgerufen am 16. Oktober 2011.
- RuleML-2008: Second International Web Rule Symposium. Abgerufen am 16. Oktober 2011.
- RuleML-2007: First International Web Rule Symposium. Abgerufen am 16. Oktober 2011.
- RuleML-2006: Second International Conference on Rules and Rule Markup Languages for the Web. Abgerufen am 16. Oktober 2011.
- Special Workshop on Reaction Rules. Abgerufen am 16. Oktober 2011.
- RuleML-2005: First International Conference on Rules and Rule Markup Languages for the Semantic Web. Abgerufen am 16. Oktober 2011.
- RuleML-2004: Third International Workshop on Rules and Rule Markup Languages for the Semantic Web. Abgerufen am 16. Oktober 2011.
- RuleML-2003: Second International Workshop on Rules and Rule Markup Languages for the Semantic Web. Abgerufen am 16. Oktober 2011.
- RuleML-2002: First International Workshop on Rule Markup Languages for Business Rules on the Semantic Web. Abgerufen am 16. Oktober 2011.

Eine Liste an RuleML+RR Konferenzen/Symposia und deren Publikationen ist online erreichbar im DBLP Informatik-Literaturverzeichnis der Universität Trier.

## RuleML International Rule Challenge
Die International Rule Challenge ist seit 2007 Teil des RuleML Symposiums und umfasst unter anderem auch ein Regelbasen-Wettbewerb (engl. Rulebase Competition).
- 14th International Rule Challenge 2019 Abgerufen am 28. Februar 2019
- 13th International Rule Challenge 2018 Abgerufen am 28. Februar 2019
- 12th International Rule Challenge 2017 Abgerufen am 28. Februar 2019
- 11th RuleML-2016 International Rule Challenge. Abgerufen am 12. August 2015.
- 10th RuleML-2016 International Rule Challenge. Abgerufen am 12. August 2015.
- 9th RuleML-2015 International Rule Challenge. Abgerufen am 12. August 2015.
- 8th RuleML-2014 International Rule Challenge. Abgerufen am 31. Oktober 2014.
- 7th RuleML-2013 International Rule Challenge. Abgerufen am 5. Juli 2013.
- 6th RuleML-2012 International Rule Challenge. Abgerufen am 5. Juli 2013.
- 5th RuleML-2011 International Rule Challenge. Abgerufen am 16. Oktober 2011.
- 4th RuleML-2010 International Rule Challenge. Abgerufen am 16. Oktober 2011.
- 3rd  RuleML-2009 International Rule Challenge. Abgerufen am 16. Oktober 2011.
- 2nd RuleML-2008 International Rule Challenge. Abgerufen am 16. Oktober 2011.
- 1st RuleML-2007 International Rule Challenge. Abgerufen am 16. Oktober 2011.

Die RuleML International Rule Challenge hat eigene zusätzliche.

## RuleML Doctoral Consortium
Seit 2011 existiert auch ein Doctoral Consortium für Doktoranden.
- 9th RuleML+RR 2019 Doctoral Consortium Abgerufen am 28. Februar 2019
- 8th RuleML+RR 2018 Doctoral Consortium Abgerufen am 28. Februar 2019
- 7th RuleML+RR 2017 Doctoral Consortium Abgerufen am 28. Februar 2019
- 6th RuleML-2016 Doctoral Consortium. Abgerufen am 12. August 2015.
- 5th RuleML-2015 Doctoral Consortium. Abgerufen am 31. Oktober 2014.
- 4th RuleML-2014 Doctoral Consortium. Abgerufen am 5. Juli 2013.
- 3rd RuleML-2013 Doctoral Consortium. Abgerufen am 5. Juli 2013.
- 2nd RuleML-2012 Doctoral Consortium. Abgerufen am 5. Juli 2013.
- 1st RuleML-2011 Doctoral Consortium. Abgerufen am 16. Oktober 2011.

Seit 2017 wird zusätzlich die Reasoning Web Summer School mit der RuleML+RR Konferenz kollokiert.
- Reasoning Web Summer Schools Abgerufen am 28. Februar 2019